# Magnetoguaina

Struttura del campo geomagnetico. La magnetoguaina è la regione indicata col numero 2.

La magnetoguaìna, nelle vicinanze d'un pianeta provvisto di magnetosfera, è la regione di transizione che sta tra la magnetopausa (cioè il bordo esterno della magnetosfera) e l'onda d'urto del vento solare sul campo magnetico planetario.